# Mercedes-Benz R172
Mercedes-Benz R172 — серія компактних спортивних родстерів SLK-класу (нім. Sport Leicht Kurz - «спортивний легкий короткий», або нім. Sportlich, Leicht und Kompakt - «спортивний, легкий і компактний») німецького концерну Daimler AG, вперше представлена в січні 2011 року і вийшла на ринок навесні того ж року. 

## Опис

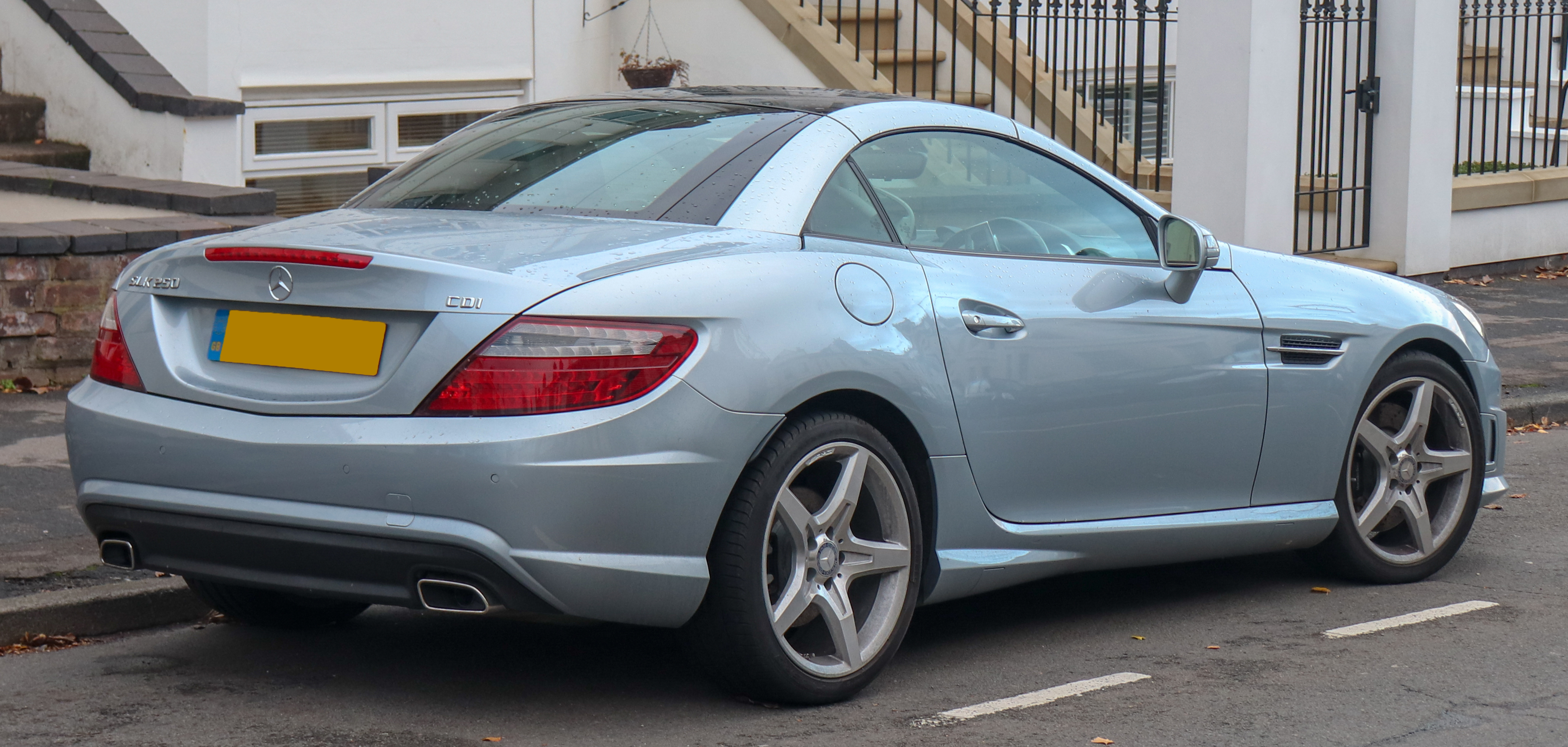

Дизайн відповідає тематиці як першого, так і другого поколінь SLK, але включає дизайн повітрозабірника радіатора, натхненний родстером 190 SL 1950-х років, та передню частину, натхненну Mercedes-Benz SLS AMG та Mercedes-Benz CLS-класу (W218). 
Моделі «Edition 1» включають спеціальне лакофарбове покриття SHAPE кольору «льодовиково сірий», панорамний варіо-дах, пакет динамічної обробки, стайлінг кузова AMG, двоколірну шкіру nappa designo з контрастною декоративною строчкою, AIRSCARF, атмосферне підсвічування та багато іншого.
Замовлення розпочалися 17 січня 2011 року та надійшли до дилерських залів 26 березня 2011 року. Серед ранніх моделей були SLK 200 BlueEFFICIENCY, SLK 250 BlueEFFICIENCY, SLK 350 BlueEFFICIENCY.  Моделі для США надійшли у продаж у 2011 році як автомобілі 2012 модельного року.

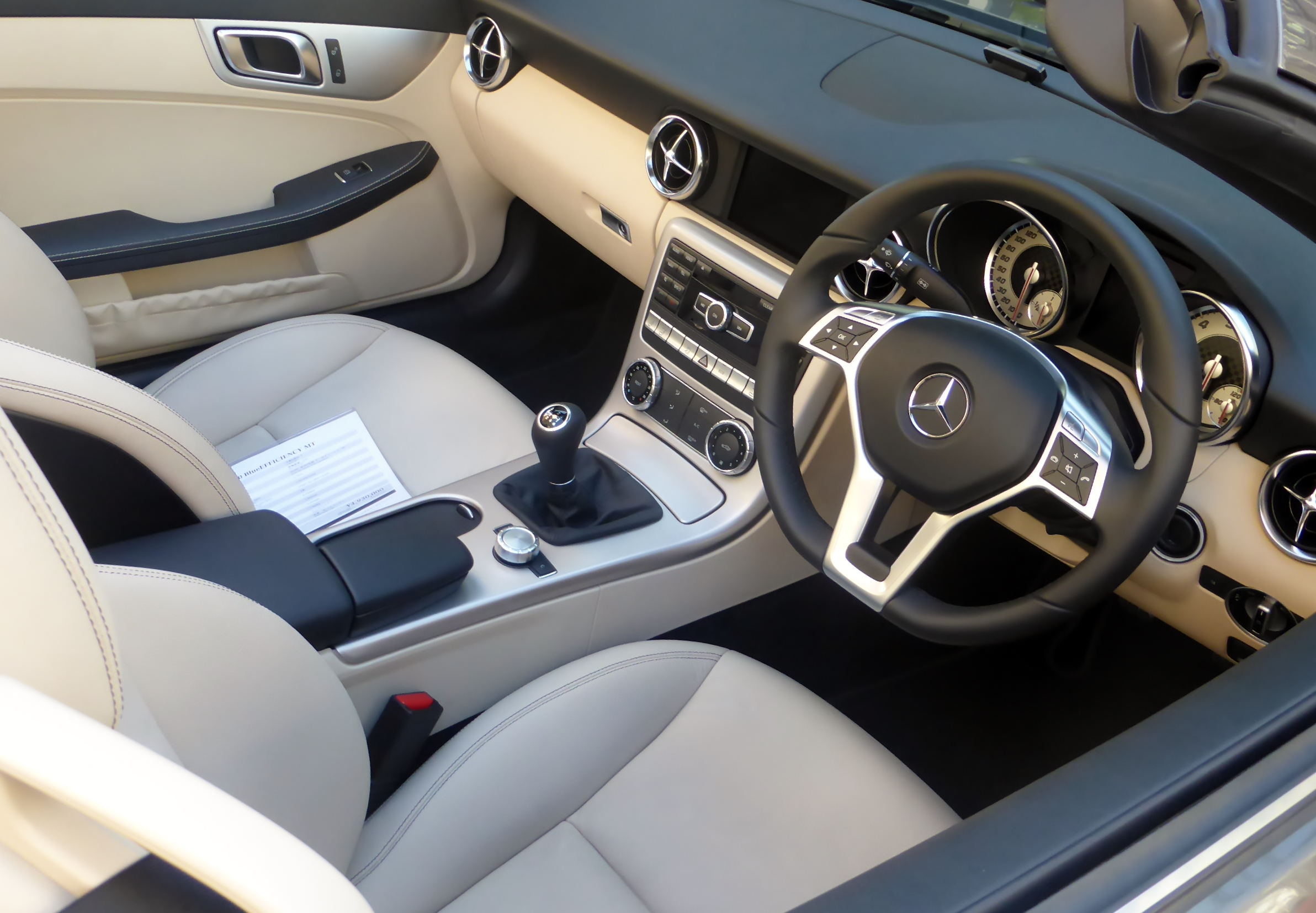

Для модельного року 2014 року до стандартного обладнання було внесено незначні зміни, а пакет AMG Sport був перейменований на AMG Line.

### Roadster Pure (2011–2020)
Roadster Pure — це версія SLK 200 BlueEFFICIENCY з 7-ступінчастою автоматичною коробкою передач, панорамним варіо-дахом та мультимедійною системою COMAND Online. Він також має 18-дюймові легкосплавні диски з 5 подвійними спицями, занижену на 10 мм спортивну підвіску, світлодіодні денні ходові вогні, металеве забарвлення та шкіряні сидіння з підігрівом.

### SLK 250 CDI (2011–2020)
SLK 250 CDI – це перша версія SLK-класу A з дизельним двигуном. Замовлення розпочалися 13 вересня 2011 року. Ранні моделі включали автоматичну коробку передач 7G-TRONIC PLUS, а потім у другому кварталі 2012 року – моделі з шестиступінчастою механічною коробкою передач. Версія SLK 250 CDI BlueEFFICIENCY з 6-ступінчастою механічною коробкою передач була додана до модельного ряду навесні 2012 року.  SLK 250 CDI BlueEFFICIENCY з 7-ступінчастою автоматичною коробкою передач продається в Німеччині та Великій Британії. Розміри автомобіля: довжина: 4134 мм, ширина: 1817 мм, висота: 1303 мм, колісна база: 2430 мм .

### SLK 55 AMG (2012–2015)

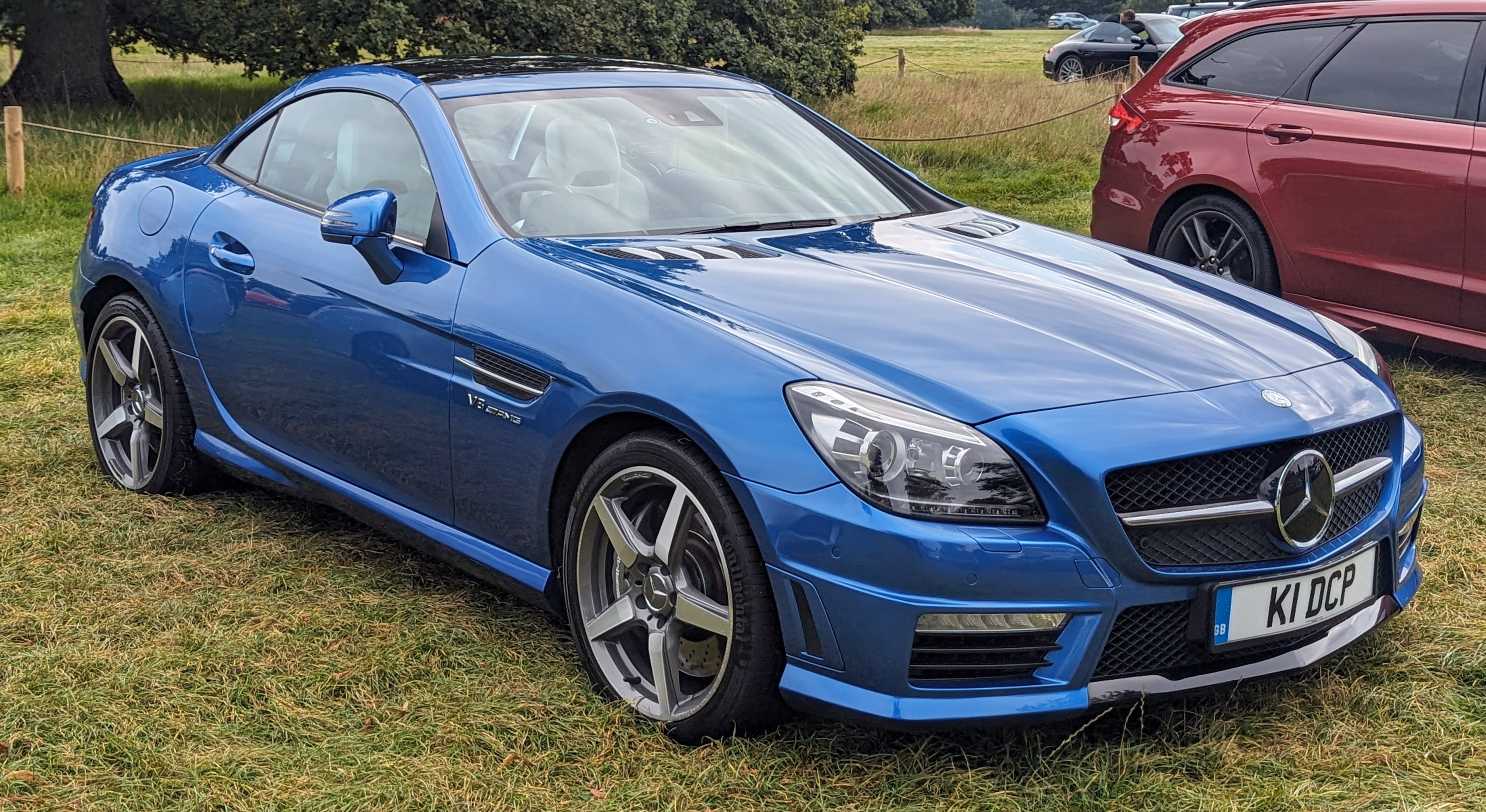
Mercedes-Benz SLK 55 AMG (R 172)

SLK 55 AMG був представлений на Франкфуртському автосалоні 2011 року,  а у продаж надійшов у січні 2012 року.
Він оснащений двигуном M152 V8 потужністю 422 к.с. (310 кВт) при 6800 об/хв та крутним моментом 540 Н⋅м при 4500 об/хв, системою керування циліндрами AMG, функцією старт/стоп, спортивною вихлопною системою з інтегрованими заслінками, автоматичною коробкою передач AMG SPEEDSHIFT PLUS 7G-TRONIC, спортивною підвіскою AMG з гальмами з векторизацією крутного моменту та системою прямого кермування AMG, 3-ступінчастою системою стабілізації стійкості (ESP), а також вентильованими та перфорованими гальмівними дисками на всіх колесах з розміром 360 x 36 мм спереду та 330 x 22 мм ззаду.

### SLC-клас
У 2015 році SLK-клас був перейменований в SLC-клас в зв'язку з переглядом номенклатури внутрішньої ієрархії моделей компанії. У зв'язку з цим весь модельний ряд отримав позначення «SLC». Через рік автомобіль зазнав рестайлінг. Зовнішні зміни включають в себе нові бампери і ґрати радіатора, переглянуті головна оптика і задні ліхтарі, а також новий дизайн вихлопної системи. Крім того, зміни торкнулися і інтер'єру із застосуванням нових матеріалів і більш складних інформаційно-розважальних функцій.

## Двигуни
- SLK/C 180	1.6 л M274 DE 16 LA 156 к.с.
- SLK/C 200	2.0 л M274 DE 20 LA 184 к.с.
- SLK/C 300	2.0 л M274 DE 20 AL 245 к.с.
- SLC 43	AMG 3.0 л V6 M276 DE 30 AL 390 к.с.
- SLK 55 AMG 5.5 л V8 M152 DE 55 422 к.с.
- SLK/C 250 CDI 2.2 л OM651 DE 22 LA 204 к.с.